# Élections sénatoriales de 2020 dans la Côte-d'Or
Les élections sénatoriales dans la Côte-d'Or ont lieu le dimanche 27 septembre 2020. Elles ont pour but d'élire les sénateurs représentant le département au Sénat pour un mandat de six années.

## Contexte départemental
Lors des élections sénatoriales de 2014 dans la Côte-d'Or, trois sénateurs ont été élus selon un mode de scrutin proportionnel.
Depuis, tous les effectifs du collège électoral des grands électeurs ont été renouvelés, avec les élections départementales de 2015, les élections régionales de 2015, les élections législatives de 2017 et les élections municipales de 2020.

## Sénateurs sortants
| Sénateur | Sénateur               | Parti | Fonctions lors de l'élection en 2014                         |
| -------- | ---------------------- | ----- | ------------------------------------------------------------ |
|          | Alain Houpert          | LR    | Sénateur sortant, conseiller municipal de Dijon              |
|          | Anne-Catherine Loisier | UDI   | Conseillère générale, maire de Saulieu                       |
|          | François Patriat       | LREM  | Sénateur sortant, président du conseil régional de Bourgogne |

## Présentation des listes et des candidats
Les nouveaux représentants sont élus pour une législature de 6 ans au suffrage universel indirect par les 1 643 grands électeurs du département. Dans la Côte-d'Or, les sénateurs sont élus au scrutin proportionnel plurinominal. Leur nombre reste inchangé, trois sénateurs sont à élire et cinq candidats doivent être présentés sur la liste pour qu'elle soit validée. Chaque liste de candidats est obligatoirement paritaire et alterne entre les hommes et les femmes. Plusieurs listes seront déposées dans le département. Elles sont présentées ici dans l'ordre de leur dépôt à la préfecture et comportent l'intitulé figurant aux dossiers de candidature.

### Parti communiste français
| N° | Candidats | Candidats            | Parti | Principales fonctions              |
| -- | --------- | -------------------- | ----- | ---------------------------------- |
| 01 |           | Jean-Paul Rommel     | PCF   | Maire de Gomméville                |
| 02 |           | Anne-Marie Pigeron   | PCF   |                                    |
| 03 |           | Éric Collin          | PCF   | Maire de Charigny                  |
|    |           |                      |       |                                    |
| 04 |           | Sylvie Garcia-Goyard | PCF   | Conseillère municipale de Montbard |
| 05 |           | Georges Vayrou       | PCF   |                                    |

### Europe Écologie Les Verts
| N° | Candidats | Candidats             | Parti | Principales fonctions                     |
| -- | --------- | --------------------- | ----- | ----------------------------------------- |
| 01 |           | Catherine Hervieu     | EÉLV  | Conseillère municipale de Dijon           |
| 02 |           | Frédéric Faverjon     | EÉLV  | Ancien conseiller municipal de Dijon      |
| 03 |           | Carole Bernhard       | EÉLV  | Conseillère municipale de Beaune          |
|    |           |                       |       |                                           |
| 04 |           | Michel Procureur      | EÉLV  | Conseiller municipal de Bressey-sur-Tille |
| 05 |           | Danièle Jondot-Paymal | EÉLV  |                                           |

### Parti socialiste
| N° | Candidats | Candidats            | Parti | Principales fonctions                                       |
| -- | --------- | -------------------- | ----- | ----------------------------------------------------------- |
| 01 |           | Colette Popard       | PS    | Conseillère départementale, conseillère municipale de Dijon |
| 02 |           | Alain Becquet        | PS    | Maire de Seurre                                             |
| 03 |           | Isabelle Chapuilliot | PS    | Maire de Villers-la-Faye                                    |
|    |           |                      |       |                                                             |
| 04 |           | Paul Robinat         | PS    | Conseiller départemental, maire de Drée                     |
| 05 |           | Cécile Ponsot        | PS    | Maire de Grancey-le-Château-Neuvelle                        |

### La République en marche
| N° | Candidats | Candidats         | Parti | Principales fonctions |
| -- | --------- | ----------------- | ----- | --------------------- |
| 01 |           | François Patriat  | LREM  | Sénateur sortant      |
| 02 |           | Annouck Cotillot  | LREM  |                       |
| 03 |           | Didier Maingault  | LREM  | Maire de Bretigny     |
|    |           |                   |       |                       |
| 04 |           | Nathalie Gavoille | LREM  | Maire de Trochères    |
| 05 |           | Guy Vadrot        | LREM  | Maire de Santenay     |

### Union de la droite et du centre
| N° | Candidats | Candidats              | Parti | Principales fonctions                        |
| -- | --------- | ---------------------- | ----- | -------------------------------------------- |
| 01 |           | Alain Houpert          | LR    | Sénateur sortant                             |
| 02 |           | Anne-Catherine Loisier | UDI   | Sénatrice sortante                           |
| 03 |           | Joël Abbey             | LR    | Conseiller municipal de Pontailler-sur-Saône |
|    |           |                        |       |                                              |
| 04 |           | Sandrine Arrault       | LR    | Maire de Corpeau                             |
| 05 |           | Philippe Belleville    | LR    | Maire de Sennecey-lès-Dijon                  |

### Rassemblement national
| N° | Candidats | Candidats       | Parti | Principales fonctions                             |
| -- | --------- | --------------- | ----- | ------------------------------------------------- |
| 01 |           | Franck Gaillard | RN    | Conseiller régional, maire de Chaume-et-Courchamp |
| 02 |           | Sylvie Beaulieu | RN    | Conseillère régionale                             |
| 03 |           | Damien Cantin   | RN    | Conseiller régional                               |
|    |           |                 |       |                                                   |
| 04 |           | Krystina Piron  | RN    |                                                   |
| 05 |           | René Lioret     | RN    |                                                   |

## Résultats
| Tête de liste                                                                             | Tête de liste            | Liste                     | Voix  | %     | Sièges |  |
| ----------------------------------------------------------------------------------------- | ------------------------ | ------------------------- | ----- | ----- | ------ |  |
|                                                                                           | Alain Houpert            | Les Républicains (UDI)    | 701   | 43,57 | 2      |  |
| Liste d'union de la droite et du centre Votre équipe pour la Côte-d'Or                    |                          |                           | 701   | 43,57 | 2      |  |
|                                                                                           | François Patriat         | La République en marche   | 428   | 26,60 | 1      |  |
| Territoires et liberté                                                                    |                          |                           | 428   | 26,60 | 1      |  |
|                                                                                           | Colette Popard           | Parti socialiste          | 321   | 19,95 | 0      |  |
| Liste de rassemblement pour le progrès social et durable en Côte-d’Or                     |                          |                           | 321   | 19,95 | 0      |  |
|                                                                                           | Catherine Hervieu        | Europe Écologie Les Verts | 104   | 6,46  | 0      |  |
| Les écologistes pour la Côte-d'Or                                                         |                          |                           | 104   | 6,46  | 0      |  |
|                                                                                           | Franck Gaillard          | Rassemblement national    | 38    | 2,36  | 0      |  |
| Liste localiste présentée par le Rassemblement national pour le rééquilibrage territorial |                          |                           | 38    | 2,36  | 0      |  |
|                                                                                           | Jean-Paul Rommel         | Parti communiste français | 17    | 1,06  | 0      |  |
| Liste communiste, républicaine et citoyenne                                               |                          |                           | 17    | 1,06  | 0      |  |
|                                                                                           |                          |                           |       |       |        |  |
| Votes valides                                                                             | Votes valides            | Votes valides             | 1 609 | 99,02 |        |  |
| Votes blancs                                                                              | Votes blancs             | Votes blancs              | 8     | 0,49  |        |  |
| Votes nuls                                                                                | Votes nuls               | Votes nuls                | 8     | 0,49  |        |  |
| Total                                                                                     | Total                    | Total                     | 1 625 | 100   | 3      |  |
| Abstention                                                                                | Abstention               | Abstention                | 13    | 0,79  |        |  |
| Inscrits / participation                                                                  | Inscrits / participation | Inscrits / participation  | 1 638 | 99,21 |        |  |